# Gareth Ainsworth
Gareth Ainsworth (Blackburn, 10 maggio 1973) è un allenatore di calcio ed ex calciatore inglese, di ruolo centrocampista, tecnico del Gillingham.

## Biografia
Soprannominato Wild Thing dai propri tifosi per via dei lunghi capelli e delle ambizioni musicali in passato ha fatto parte di diverse band con gli ex compagni di squadra di Wimbledon e QPR.

## Caratteristiche tecniche

### Giocatore
Ala destra, in grado - grazie alla propria versatilità tattica - di fornire più soluzioni al proprio allenatore. In caso di necessità poteva adattarsi a trequartista. Tra le sue doti spiccava la precisione nei cross.

## Carriera

### Giocatore
Dopo una lunga gavetta nelle serie inferiori, nel 1998 passa per 2 milioni di sterline all'AFC Wimbledon. Esordisce in Premier League il 7 novembre 1998 contro il Nottingham Forest.
Alle prese con numerosi problemi fisici, una volta tornato in condizione viene relegato ai margini della rosa a favore del più giovane Jobi McAnuff.
Il 1º luglio 2003 viene tesserato dal QPR. Il 24 ottobre 2008 - in seguito all'esonero di Iain Dowie - viene nominato tecnico della rosa a tempo determinato. Il 9 aprile 2009 prende nuovamente le redini della squadra, sostituendo Paulo Sousa sulla panchina degli Hoops.
Il 20 novembre 2009 passa in prestito per un mese al Wycombe. Nominato capitano della squadra, il 1º febbraio 2010 si lega per 18 mesi ai Blues. La stagione successiva trascina la squadra al ritorno in League One, segnando 10 reti in 43 presenze.
Il 17 aprile 2011 viene inserito nella squadra dell'anno della Football League Two. L'11 maggio rinnova il proprio contratto per un'altra stagione.

### Allenatore
Il 24 settembre 2012 viene nominato temporaneamente allenatore del Wycombe. L'8 novembre viene confermato alla guida tecnica della squadra. Ritiratosi dall'attività agonistica, il 22 aprile 2013 rinnova il contratto in vigore con i Chairboys per altre due stagioni.
Alla luce delle ottime prestazioni ottenute alla guida della squadra, il 19 gennaio 2015 rinnova il proprio contratto fino al 2020. A fine stagione viene nominato allenatore dell'anno della Football League Two.
Il 13 luglio 2020 guida la squadra alla vittoria del playoff di League One contro l'Oxford Utd, portando per la prima volta il Wycombe in Championship nella loro storia.

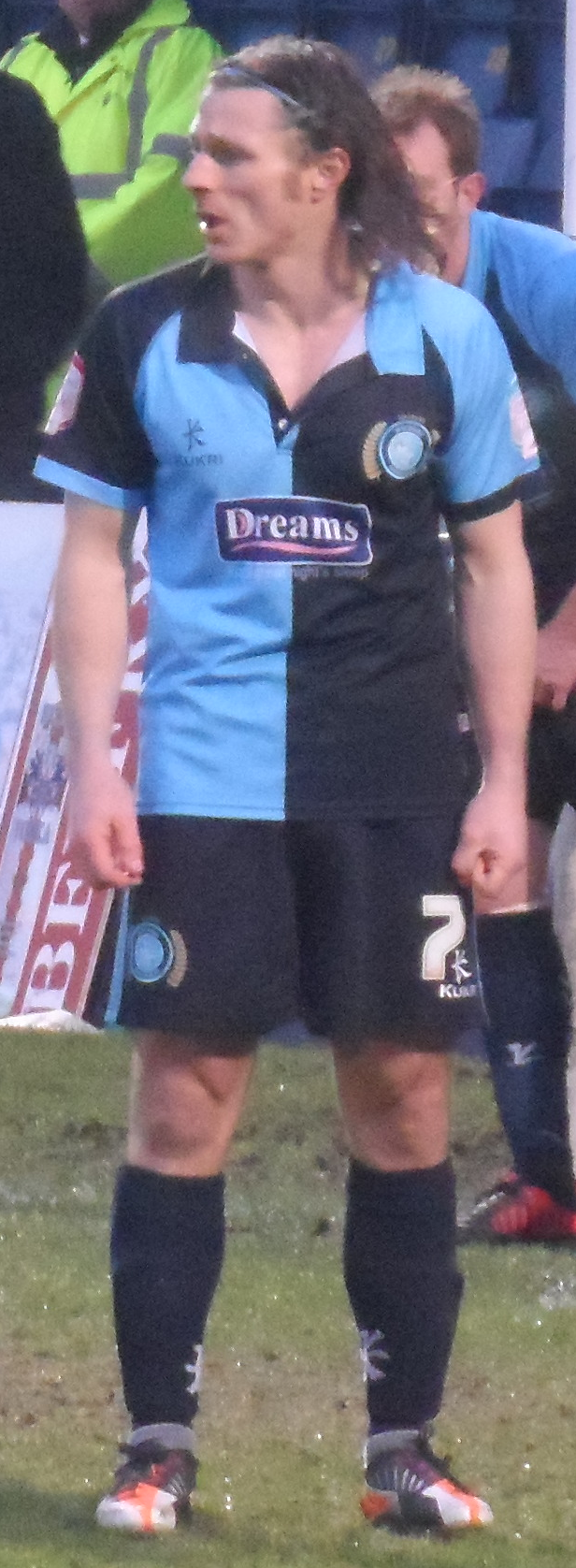
Ainsworth con la divisa dei Chairboys.

## Statistiche

### Presenze e reti nei club
Statistiche aggiornate al 27 aprile 2013.
| Stagione             | Squadra              | Campionato           | Campionato | Campionato | Coppe nazionali | Coppe nazionali | Coppe nazionali | Coppe continentali | Coppe continentali | Coppe continentali | Altre coppe | Altre coppe | Altre coppe | Totale | Totale |
| Stagione             | Squadra              | Comp                 | Pres       | Reti       | Comp            | Pres            | Reti            | Comp               | Pres               | Reti               | Comp        | Pres        | Reti        | Pres   | Reti   |
| -------------------- | -------------------- | -------------------- | ---------- | ---------- | --------------- | --------------- | --------------- | ------------------ | ------------------ | ------------------ | ----------- | ----------- | ----------- | ------ | ------ |
| 1997-1998            | Port Vale            | FD                   | 39         | 5          | FACup+CdL       | 2+0             | 0               | -                  | -                  | -                  | -           | -           | -           | 41     | 5      |
| ago.-nov. 1998       | Port Vale            | FD                   | 15         | 5          | FACup+CdL       | 0+2             | 1               | -                  | -                  | -                  | -           | -           | -           | 17     | 6      |
| Totale Port Vale     | Totale Port Vale     | Totale Port Vale     | 54         | 10         |                 | 4               | 1               |                    | -                  | -                  |             | -           | -           | 58     | 11     |
| nov. 1998-1999       | Wimbledon            | PL                   | 8          | 0          | FACup+CdL       | 0+0             | 0               | -                  | -                  | -                  | -           | -           | -           | 8      | 0      |
| 1999-2000            | Wimbledon            | PL                   | 2          | 2          | FACup+CdL       | 0+0             | 0               | -                  | -                  | -                  | -           | -           | -           | 2      | 2      |
| 2000-2001            | Wimbledon            | FD                   | 12         | 2          | FACup+CdL       | 6+0             | 1               | -                  | -                  | -                  | -           | -           | -           | 18     | 3      |
| 2001-mar. 2002       | Wimbledon            | FD                   | 2          | 0          | FACup+CdL       | 0+0             | 0               | -                  | -                  | -                  | -           | -           | -           | 2      | 0      |
| mar.-giu. 2002       | Preston N.E.         | FD                   | 5          | 1          | FACup+CdL       | -               | -               | -                  | -                  | -                  | -           | -           | -           | 5      | 1      |
| ago.-dic. 2002       | Wimbledon            | FD                   | 4          | 0          | FACup+CdL       | 0+2             | 0               | -                  | -                  | -                  | -           | -           | -           | 6      | 0      |
| dic. 2002-gen. 2003  | Walsall              | FD                   | 5          | 1          | FACup+CdL       | 0+0             | 0               | -                  | -                  | -                  | -           | -           | -           | 5      | 1      |
| gen.-mar. 2003       | Wimbledon            | FD                   | 8          | 2          | FACup+CdL       | 1+0             | 0               | -                  | -                  | -                  | -           | -           | -           | 9      | 2      |
| Totale AFC Wimbledon | Totale AFC Wimbledon | Totale AFC Wimbledon | 36         | 6          |                 | 9               | 1               |                    | -                  | -                  |             | -           | -           | 45     | 7      |
| mar.-giu. 2003       | Cardiff City         | SD                   | 9          | 0          | FACup+CdL       | -               | -               | -                  | -                  | -                  | FLT         | -           | -           | 9      | 0      |
| 2003-2004            | QPR                  | SD                   | 29         | 6          | FACup+CdL       | 1+3             | 0+1             | -                  | -                  | -                  | FLT         | 2           | 0           | 35     | 7      |
| 2004-2005            | QPR                  | FLC                  | 22         | 2          | FACup+CdL       | 1+0             | 0               | -                  | -                  | -                  | -           | -           | -           | 23     | 2      |
| 2005-2006            | QPR                  | FLC                  | 43         | 9          | FACup+CdL       | 1+0             | 0               | -                  | -                  | -                  | -           | -           | -           | 44     | 9      |
| 2006-2007            | QPR                  | FLC                  | 22         | 1          | FACup+CdL       | 1+0             | 0               | -                  | -                  | -                  | -           | -           | -           | 23     | 1      |
| 2007-2008            | QPR                  | FLC                  | 24         | 2          | FACup+CdL       | 1+0             | 0               | -                  | -                  | -                  | -           | -           | -           | 25     | 2      |
| 2008-2009            | QPR                  | FLC                  | 0          | 0          | FACup+CdL       | 0+0             | 0               | -                  | -                  | -                  | -           | -           | -           | 0      | 0      |
| ago.-nov. 2009       | QPR                  | FLC                  | 1          | 0          | FACup+CdL       | 0+1             | 0               | -                  | -                  | -                  | -           | -           | -           | 2      | 0      |
| Totale QPR           | Totale QPR           | Totale QPR           | 141        | 20         |                 | 9               | 1               |                    | -                  | -                  |             | 2           | 0           | 152    | 21     |
| nov. 2009-2010       | Wycombe              | FL1                  | 14         | 2          | FACup+CdL       | -               | -               | -                  | -                  | -                  | FLT         | -           | -           | 14     | 2      |
| 2010-2011            | Wycombe              | FL2                  | 43         | 10         | FACup+CdL       | 3+0             | 1               | -                  | -                  | -                  | FLT         | 0           | 0           | 46     | 11     |
| 2011-2012            | Wycombe              | FL1                  | 32         | 2          | FACup+CdL       | 0+0             | 0               | -                  | -                  | -                  | FLT         | 0           | 0           | 32     | 2      |
| 2012-2013            | Wycombe              | FL2                  | 25         | 2          | FACup+CdL       | 0+0             | 0               | -                  | -                  | -                  | FLT         | 0           | 0           | 25     | 2      |
| Totale Wycombe       | Totale Wycombe       | Totale Wycombe       | 114        | 16         |                 | 3               | 1               |                    | -                  | -                  |             | 0           | 0           | 117    | 17     |
| Totale carriera      | Totale carriera      | Totale carriera      | 364        | 54         |                 | 25              | 4               |                    | -                  | -                  |             | 2           | 0           | 391    | 58     |

### Statistiche da allenatore
Statistiche aggiornate al 21 febbraio 2023.
| Stagione        | Squadra         | Campionato      | Campionato | Campionato | Campionato | Campionato | Coppe nazionali | Coppe nazionali | Coppe nazionali | Coppe nazionali | Coppe nazionali | Coppe continentali | Coppe continentali | Coppe continentali | Coppe continentali | Coppe continentali | Altre coppe | Altre coppe | Altre coppe | Altre coppe | Altre coppe | Totale | Totale | Totale | Totale | % Vittorie | Piazzamento |
| Stagione        | Squadra         | Comp            | G          | V          | N          | P          | Comp            | G               | V               | N               | P               | Comp               | G                  | V                  | N                  | P                  | Comp        | G           | V           | N           | P           | G      | V      | N      | P      | %          | Piazzamento |
| --------------- | --------------- | --------------- | ---------- | ---------- | ---------- | ---------- | --------------- | --------------- | --------------- | --------------- | --------------- | ------------------ | ------------------ | ------------------ | ------------------ | ------------------ | ----------- | ----------- | ----------- | ----------- | ----------- | ------ | ------ | ------ | ------ | ---------- | ----------- |
| set. 2012-2013  | Wycombe         | FL2             | 39         | 16         | 8          | 15         | FACup+CdL       | 1+0             | 0               | 0               | 1               | -                  | -                  | -                  | -                  | -                  | FLT         | 2           | 1           | 0           | 1           | 42     | 17     | 8      | 17     | 40,48      | Sub. 15º    |
| 2013-2014       | Wycombe         | FL2             | 46         | 12         | 14         | 20         | FACup+CdL       | 3+1             | 1+0             | 1+0             | 1+1             | -                  | -                  | -                  | -                  | -                  | FLT         | 3           | 2           | 0           | 1           | 53     | 15     | 15     | 23     | 28,30      | 22º         |
| 2014-2015       | Wycombe         | FL2             | 46+3       | 22+2       | 12+1       | 12+0       | FACup+CdL       | 2+1             | 1+0             | 0+0             | 1+1             | -                  | -                  | -                  | -                  | -                  | FLT         | 1           | 0           | 0           | 1           | 53     | 25     | 13     | 15     | 47,17      | 4º          |
| 2015-2016       | Wycombe         | FL2             | 46         | 17         | 13         | 16         | FACup+CdL       | 4+1             | 2+0             | 1+0             | 1+1             | -                  | -                  | -                  | -                  | -                  | FLT         | 1           | 0           | 0           | 1           | 52     | 19     | 14     | 19     | 36,54      | 12º         |
| 2016-2017       | Wycombe         | FL2             | 46         | 19         | 12         | 15         | FACup+CdL       | 4+1             | 3+0             | 0+0             | 1+1             | -                  | -                  | -                  | -                  | -                  | FLT         | 7           | 4           | 1           | 2           | 58     | 26     | 13     | 19     | 44,83      | 9º          |
| 2017-2018       | Wycombe         | FL2             | 46         | 24         | 12         | 10         | FACup+CdL       | 3+1             | 2+0             | 0+0             | 1+1             | -                  | -                  | -                  | -                  | -                  | FLT         | 3           | 1           | 0           | 2           | 53     | 27     | 12     | 14     | 50,94      | 3º (prom.)  |
| 2018-2019       | Wycombe         | FL1             | 46         | 14         | 11         | 21         | FACup+CdL       | 1+3             | 0+0             | 0+2             | 1+1             | -                  | -                  | -                  | -                  | -                  | FLT         | 3           | 2           | 0           | 1           | 53     | 16     | 13     | 24     | 30,19      | 17º         |
| 2019-2020       | Wycombe         | FL1             | 34+3       | 17+2       | 8+1        | 9+0        | FACup+CdL       | 2+1             | 0+0             | 2+1             | 0+0             | -                  | -                  | -                  | -                  | -                  | FLT         | 3           | 1           | 0           | 2           | 43     | 20     | 12     | 11     | 46,51      | 3º (prom.)  |
| 2020-2021       | Wycombe         | FLC             | 46         | 11         | 10         | 25         | FACup+CdL       | 2+1             | 1+0             | 0+1             | 1+0             | -                  | -                  | -                  | -                  | -                  | -           | -           | -           | -           | -           | 49     | 12     | 11     | 26     | 24,49      | 22º (retr.) |
| 2021-2022       | Wycombe         | FL1             | 46+3       | 23+1       | 14+0       | 9+2        | FACup+CdL       | 2+3             | 0+0             | 1+2             | 1+1             | -                  | -                  | -                  | -                  | -                  | FLT         | 3           | 0           | 0           | 3           | 57     | 24     | 17     | 16     | 42,11      | 6º          |
| 2022-feb. 2023  | Wycombe         | FL1             | 31         | 16         | 5          | 10         | FACup+CdL       | 1+2             | 0+1             | 0+0             | 1+1             | -                  | -                  | -                  | -                  | -                  | FLT         | 3           | 0           | 2           | 1           | 37     | 17     | 7      | 13     | 45,95      | Dimiss.     |
| Totale Wycombe  | Totale Wycombe  | Totale Wycombe  | 472+9      | 191+5      | 119+2      | 162+2      |                 | 40              | 11              | 11              | 18              |                    | -                  | -                  | -                  | -                  |             | 26          | 11          | 3           | 15          | 550    | 218    | 135    | 197    | 39,64      |             |
| feb.-giu. 2023  | QPR             | FLC             | 0          | 0          | 0          | 0          | FACup+CdL       | -               | -               | -               | -               | -                  | -                  | -                  | -                  | -                  | -           | -           | -           | -           | -           | 0      | 0      | 0      | 0      | —          | Sub.        |
| Totale carriera | Totale carriera | Totale carriera | 481        | 196        | 121        | 164        |                 | 40              | 11              | 11              | 18              |                    | -                  | -                  | -                  | -                  |             | 26          | 11          | 3           | 15          | 550    | 218    | 135    | 197    | 39,64      |             |

## Palmarès

### Giocatore

#### Individuale
- PFA Third Division Team of the Year: 1

1996-1997
- PFA Football League Two Team of the Year: 1

2010-2011

### Allenatore

#### Individuale
- Football League Two Manager of the Year: 1[20]

2014-2015